# Стажировка
Стажировка — деятельность по приобретению опыта работы или повышение квалификации по специальности, а также работа по специальности в течение определённого срока. Стажировка предполагает обучение работника в процессе трудовой деятельности и является одной из форм повышения квалификации. Стажировка является одной из форм дополнительного профессионального образования (повышения квалификации или профессиональной переподготовки) в соответствии с Федеральным законом от 29 декабря 2012 г № 273 " Об образовании в Российской Федерации".
Часто во время стажировки, соискателям устраивают испытательный срок, для определения возможности зачисления на штатную должность. 
Продолжительность стажировки определяется в зависимости от поставленной цели и производственной необходимости.

## Описание
После прохождения стажировки и выполнения аттестационных требований, стажёр получает соответствующее удостоверение о повышении квалификации или профессиональной переподготовке (не государственного образца) той организации, которая имеет лицензию на образовательную деятельность и участвовала в реализации.
Законодательство
Понятие стажировка различно в разных отраслях.
- "Стажировка на рабочем месте". По ТК РФ стажировка относится к области охраны труда (ст. 212 ТК РФ) и является обязательной для вновь принимаемых работников.
- В соответствии с ГОСТ 12.0.004-90 "Система стандартов безопасности труда. Организация обучения безопасности труда. Общие положения", п. 7.2.4, все рабочие, в том числе выпускники профтехучилищ, учебно-производственных (курсовых) комбинатов, после первичного инструктажа на рабочем месте должны в течение первых 2 - 14 смен (в зависимости от характера работы, квалификации работника) пройти стажировку под руководством лиц, назначенных приказом (распоряжением, решением) по цеху (участку, кооперативу и т.п.).
- Для ВУЗов понятие стажировки дано в письме Государственного комитета РФ по высшему образованию от 15 марта 1996 г. N 18-34-44ин/18-10 «Об организации и проведении стажировки специалистов». Стажировка является одним из видов дополнительного профессионального образования специалистов и осуществляется в целях формирования и закрепления на практике профессиональных знаний, умений и навыков, полученных в результате теоретической подготовки.

### Оплата
Так как стажировка является формой производственного обучения работников, то во время стажировки должна выплачиваться зарплата. Иногда фирмы пренебрегают этим пунктом и не оплачивают стажировку.

## Стажировка за рубежом
Возможно прохождение стажировки по специальности в другой стране. При этом, по договорённости с компанией-работодателем стажировка может быть как оплачиваемой, так и бесплатной (в некоторых случаях компания может предоставить место проживания для стажёра на период прохождения стажировки). Существуют три варианта получения места стажировки за рубежом:
1. Самостоятельная организация поездки, когда претендент сам занимается нахождением места стажировки и получением визы (если она требуется), а работодатель за рубежом оформляет специальное разрешение для привлечения стажёра.
2. Организация стажировки одним из агентств, специализирующихся на работе/обучении за рубежом.
3. Направление на стажировку за границу работодателем из России, например в партнёрскую компанию за рубежом.